# 李春 (永樂甲辰進士)
李春（15世紀—15世紀），字宜春，江西吉安府永豐縣濠里人，明朝政治人物。

## 生平
李春是永樂二十一年（1423年）舉人，二十二年（1424年）聯捷進士，正統二年（1437年）獲授行在兵部主事，三年（1438年）改任行在禮科給事中，後陞漳州知府，當時流寇攻打漳州城，他堅定守衛，城獲保全，不久請求退休，漳州人民號哭挽留，立碑思念，以天年去世。

## 引用
1. 1 2  同治《貴溪縣志·卷八·人物》：李春，字宜春，濠里人，性簡厚不與人忤，登永樂甲辰進士，厯官漳州知府，時漳寇攻城，春堅守相拒，漳城賴以保全，未幾乞休，州民號泣挽留，樹碑繫思，以壽考終。
2. ↑  同治《永豐縣志·卷十六·選舉志》：明……永樂二十一年癸卯科鄉試……李春 一都濠里人，見進士
3. ↑  同治《永豐縣志·卷十五·選舉志》：明……永樂二十二年甲辰科邢寬榜 ……李春 濠里人，漳州知府有傳
4. ↑  《明英宗睿皇帝實錄·卷三十三》：（正統二年八月）癸亥擢進士侯潤為行在禮科給事中，相佐行在兵科給事中，王澍行在戶部主事，謝輔行在禮部主事，蕭維禎行在刑部主事，李春、林灝行在兵部主事，區賢戶部主事。
5. ↑  《明英宗睿皇帝實錄·卷三十九》：（正統三年二月）丙戌擢進士錢奐為戶部給事中，李春禮科給事中，陳傅刑科給事中，陳翌戶部主事，黃彥俊兵部主事，梁楘、謝佑刑部主事，胡澄工部主事，陳鈍行人司左司副，俱行在。